# Wydawnictwo Poznańskie
Wydawnictwo Poznańskie – polskie wydawnictwo założone w 1956 roku, zlikwidowane w 1992, w 1993 przejęte przez Fundację Uniwersytetu im. Adama Mickiewicza w Poznaniu, a od 2012 roku kierowane przez prywatnego właściciela.
Zajmuje się głównie wydawaniem książek popularnonaukowych, naukowych i historycznych oraz literatury faktu.  

## Profil wydawniczy
Wydawnictwo Poznańskie ma na swoim koncie liczne serie wydawnicze m.in. – „Poznańskie Słowniki Biograficzne”, „Obszary Literatury i Sztuki”, „Czas i Myśl”, „Anglistyka”, „Zrozumieć Literaturę”, „Zrozumieć Dzieje”, „Poznańska Biblioteka Niemiecka”. Publikowali tu m.in. Janusz Tazbir i Jerzy Topolski (Świat bez historii). W powyższych seriach ukazały się także dzieła Maxa Webera i Tomasza Manna. Bardzo prestiżowa i poczytna była „Seria Dzieł Pisarzy Skandynawskich”, która wkrótce stała się znakiem rozpoznawczym Wydawnictwa. Literaturę popularną reprezentowały m.in. serie: „Przygoda. Awantura. Sensacja”, „Seria SF” redagowana przez Bronisława Kledzika, seria skandynawskich powieści kryminalnych.
Wydawnictwo wydawało również wiele książek dotyczących historii, krajoznawstwa i kultury Wielkopolski oraz Poznania, m.in. przewodników turystycznych. W tej kategorii publikowali tutaj Karol Zierhoffer, Włodzimierz Łęcki, Lech Trzeciakowski, a także ukazały się międzywojenne dzieła Władysława Czarneckiego.
Wśród pisarek i pisarzy publikujących w Wydawnictwie znaleźli się m.in.: Michał Choromański, Irena Dowgielewicz, Kazimiera Iłłakowiczówna, Arkady Fiedler, Eugeniusz Paukszta, Aleksander Rogalski, Edward Balcerzan, Przemysław Bystrzycki, Nikos Chadzinikolau, Jerzy Korczak, Stanisław Barańczak i wielu innych. Szczególną opiekę roztoczyło Wydawnictwo Poznańskie nad twórcami początkującymi, wydając w ciągu swej wieloletniej działalności ok. 150 debiutów. Ukazywały się tu almanachy poetyckie (bydgoski, koszaliński, poznański, szczeciński), prozy (lubuski, koszaliński) oraz arkusze poetyckie (koszalińskie, szczecińskie). Spośród pozycji  literatury naukowej do ważniejszych należą: Literackie przystanki nad Wartą, red. Zygmunt Szweykowski (1962), Jarosława Maciejewskiego Mickiewicza wielkopolskie drogi (1972), studia Edwarda Balcerzana, Feliksa Fornalczyka, Witolda Nawrockiego, Zygmunta Szweykowskiego, Zofii Trojanowiczowej. Autorami publikacji historycznych, historycznoprawnych i socjologicznych byli m.in.: Henryk Batowski, Bogdan Dopierała, Alfons Klafkowski, Jerzy Krasuski, Gerard Labuda, Adam Łopatka, Czesław Łuczak. 
W serii pamiętników i opracowań socjologicznych oficyna poznańska wydała m.in. reedycję głośnego sprzed wojny pamiętnika Jakuba Wojciechowskiego Życiorys własny robotnika (1971). Znane i cenione były serie marynistyczne takich autorów, jak: Zbigniew Flisowski, Edmund Kosiarz, Jerzy Pertek.

## Historia
Wydawnictwo zostało założone w 1956 roku przez dr. Jerzego Ziołka w Poznaniu. Po przekształceniach ustrojowych w kraju Wydawnictwo Poznańskie uległo likwidacji w 1992 roku. Archiwum dokumentujące działalność wydawnictwa z lat 1956-1992 przechowywane jest obecnie w Ośrodku Dokumentacji Wielkopolskiego Środowiska Literackiego w Poznaniu.
W marcu 1993 roku z inicjatywy Wojewody Poznańskiego Włodzimierza Łęckiego i Fundacji Uniwersytetu im. Adama Mickiewicza w nawiązaniu do tradycji Wydawnictwa Poznańskiego Przedsiębiorstwa Państwowego utworzone zostało Wydawnictwo Poznańskie Sp. z o.o. Wydawało prace naukowe i popularnonaukowe, czasopisma naukowe, podręczniki akademickie i szkolne oraz literaturę pomocniczą dla nauczycieli. Głównym celem było promowanie środowiska naukowego Poznania i Wielkopolski. Do najbardziej prestiżowych serii należą: „Poznańska Biblioteka Niemiecka”, „Poznańskie Słowniki Biograficzne”, „Zrozumieć Dzieje”, „Czas i Myśl”, „Wielkopolska. Historia – Społeczeństwo – Kultura”, „Obszary Literatury i Sztuki”, „Poznańskie Studia Etnologiczne”, „Anglistyka”. Wśród autorów Wydawnictwa Poznańskiego znaleźli się wybitni przedstawiciele nauki polskiej, m.in. Henryk Łowmiański, Jerzy Topolski, Andrzej F. Grabski, Jan Baszkiewicz, Gerard Labuda, Henryk Samsonowicz, Janusz Tazbir, Antoni Czubiński. Wydawnictwo Poznańskie ma ugruntowaną pozycję na rynku książki naukowej oraz w środowisku akademickim w kraju i za granicą. Dyrektorem wydawnictwa w latach 1993-2012 był Ryszard Wryk.

### Wydawnictwo od 2012 roku
Od 2012 roku, po zakończeniu procesu całkowitej prywatyzacji, Wydawnictwo Poznańskie Sp. z o.o. w nowej formule kontynuuje działalność, publikując książki naukowe i popularnonaukowe oraz literaturę faktu. Do najpopularniejszych tytułów wydawnictwa należą m.in. Broad Peak. Niebo i piekło Bartka Dobrocha i Przemysława Wilczyńskiego, Papież Franciszek. Sługa nowego świata współautorstwa ks. Adama Bonieckiego i ks. Jacka Prusaka, Ja, kapitan Tadeusza Wrony czy Monty Python, a także takie dzieła jak Historia XIX wieku. Przeobrażenie świata Jürgena Osterhammela czy Wielkie mocarstwa wobec Polski 1919-1945. Od Wersalu do Jałty Jana Karskiego.
Nakładem Wydawnictwa Poznańskiego ukazują się m.in. serie „Poczet Władców” i „Początki Państw”. Wśród autorów Wydawnictwa Poznańskiego są m.in. Wiesław Kot, Krzysztof Zanussi, Mark Bowden.
W 2014 roku w ramach Grupy Wydawnictwa Poznańskiego powstał imprint „Czwarta Strona”. Pod tym szyldem publikuje beletrystykę, w tym Remigiusza Mroza, Sylwii Kubryńskiej, Natalii Sońskiej, Karoliny Wilczyńskiej, Joanny Opiat-Bojarskiej, Ryszarda Ćwirleja i Tomasza Fijałkowskiego. „Czwarta Strona” wydaje też książki czołowych pisarzy rosyjskich – Zachara Prilepina, Dmitrija Bykowa i Aleksandry Marininy.
Siedzibą wydawnictwa jest willa Adolfa Landsberga.